# Bdelyrus howdeni
Bdelyrus howdeni là một loài bọ cánh cứng trong họ Bọ hung (Scarabaeidae).